# Урманов, Дильшод
Дильшод Урманов (Дилшод Урмонов; 23 февраля 1975) — узбекистанский футболист, нападающий и полузащитник.

## Биография
Дебютировал во взрослом футболе в первом сезоне независимого чемпионата Узбекистана в клубе «Трактор» (Ташкент), в этом же клубе провёл большую часть своей карьеры — 15 неполных сезонов с перерывами. Со своим клубом не добивался заметных успехов в чемпионате страны. В Кубке Узбекистана в 2004 году стал финалистом. Является рекордсменом «Трактора» по числу матчей (319) и голов (85) в высшей лиге. В 1997 году забил за сезон 18 голов (шестой бомбардир сезона) и был рекордсменом клуба по этому показателю, однако в 2006 году его результат побил Павел Соломин (21 гол). 16 августа 1996 года забил 5 голов в матче против «Динамо» Ургенч (6:1).
В начале 1999 года переходил в ферганский «Нефтчи», однако ещё до конца первого круга вернулся в «Трактор». В 2005 году перешёл в казахстанский клуб «Кайсар» (Кзыл-Орда), с которым в том же сезоне победил в зональном турнире первой лиги Казахстана, а весной следующего года сыграл 5 матчей в высшей лиге, затем вернулся в «Трактор». В конце карьеры полсезона выступал в высшей лиге Узбекистана за «Металлург» (Бекабад).
Всего в высшем дивизионе Узбекистана забил 86 голов. В зачёт Клуба Геннадия Красницкого забил 103 гола в соревнованиях высокого уровня.

## Достижения
- Финалист Кубка Узбекистана: 2004